# Lewarde
Lewarde är en kommun i departementet Nord i regionen Hauts-de-France i norra Frankrike. Kommunen ligger i kantonen Douai-Sud som tillhör arrondissementet Douai. År 2022 hade Lewarde 2 388 invånare.

## Befolkningsutveckling
Antalet invånare i kommunen Lewarde
| Referens: INSEE |